# Alejandro Pozos
Alejandro Pozos Monzón es un jugador de fútbol y fútbol playa mexicano. En la Primera división de México jugó únicamente 36 minutos en el Torneo Apertura 2002 para los Jaguares de Chiapas. 

## Participaciones en Copas del Mundo de Playa
| Mundial                                | Sede   | Resultado  | Partidos | Goles |
| -------------------------------------- | ------ | ---------- | -------- | ----- |
| Copa Mundial de Fútbol Playa FIFA 2007 | Brasil | Subcampeón | 6        | 1     |